# Орлув-Кольонія
Орлув-Кольонія (пол. Orłów-Kolonia) — село в Польщі, у гміні Бедльно Кутновського повіту Лодзинського воєводства.
Населення — 165 осіб (2011).
У 1975-1998 роках село належало до Плоцького воєводства.

## Демографія
Демографічна структура станом на 31 березня 2011 року:
|          | Загалом | Допрацездатний вік | Працездатний вік | Постпрацездатний вік |
| -------- | ------- | ------------------ | ---------------- | -------------------- |
| Чоловіки | 73      | 6                  | 52               | 15                   |
| Жінки    | 92      | 19                 | 45               | 28                   |
| Разом    | 165     | 25                 | 97               | 43                   |